# Tài chính hóa

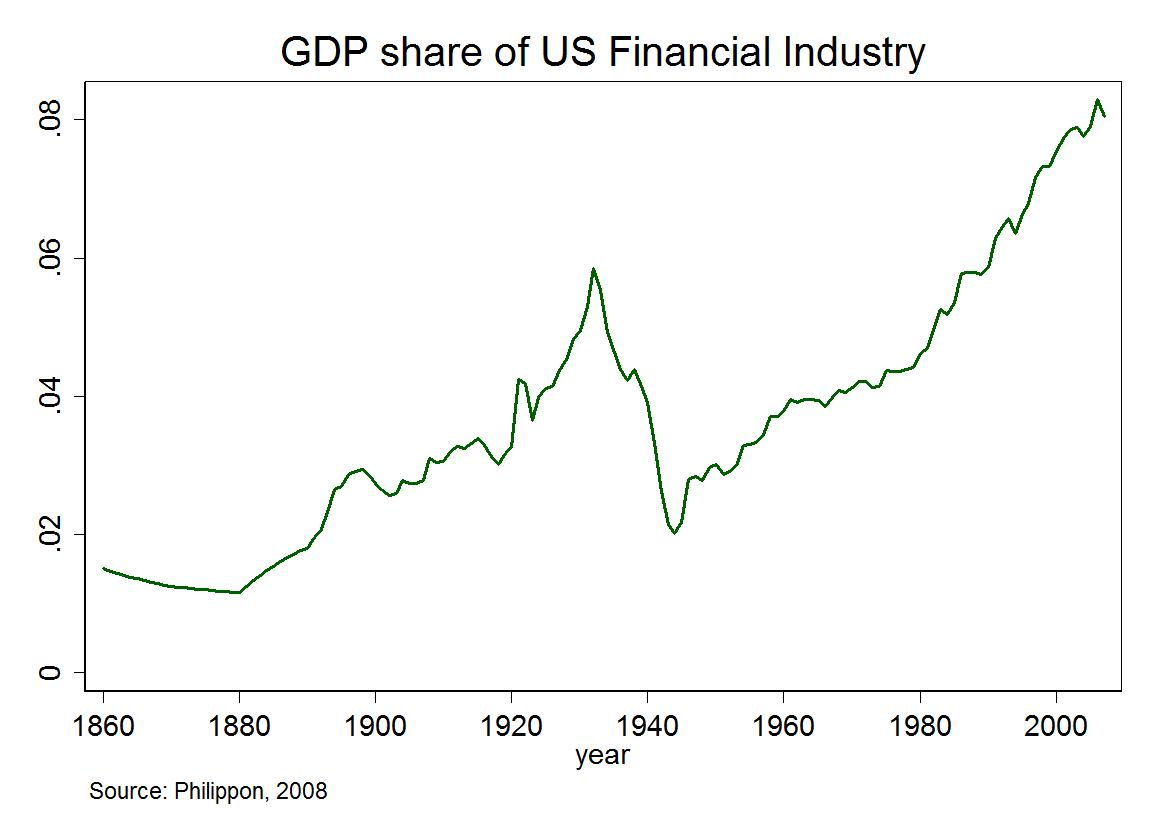
Tỷ trọng đóng góp trong GDP của khu vực tài chính Hoa Kỳ kể từ năm 1860

Tài chính hóa (Financialization) là một thuật ngữ trong kinh tế-tài chính được dùng để mô tả sự phát triển của chủ nghĩa tư bản tài chính trong giai đoạn từ năm 1980 đến nay, trong đó có sự gia tăng về yếu tố đòn bẩy tài chính (chỉ số tỷ lệ nợ trên vốn chủ sở hữu) tăng lên và sự chuyển dịch cơ cấu kinh tế theo hướng lĩnh vực dịch vụ tài chính chiếm tỷ trọng ngày càng tăng trong thu nhập quốc dân so với các lĩnh vực khác. Tài chính hóa nền kinh tế mô tả một quá trình kinh tế trong đó trao đổi được tạo điều kiện thuận lợi thông qua trung gian của công cụ tài chính. Tài chính hóa có thể cho phép hàng hóa thực, dịch vụ tài chính và rủi ro có thể dễ dàng trao đổi lấy tiền tệ, và do đó giúp mọi người dễ dàng hơn trong việc hợp lý hóa tài sản và dòng thu nhập của họ. Tài chính hóa gắn liền với quá trình chuyển đổi từ nền kinh tế công nghiệp sang nền kinh tế dịch vụ, vì dịch vụ tài chính thuộc về khu vực thứ ba của nền kinh tế. Tác giả Greta Krippner của Đại học Michigan viết rằng tài chính hóa đề cập đến "mô hình tích lũy trong đó lợi nhuận tạo ra ngày càng nhiều thông qua các kênh tài chính thay vì thông qua thương mại và sản xuất hàng hóa". Về lý thuyết, một hệ thống tài chính phát triển có thể giúp phân bổ vốn hiệu quả hơn đến những nơi có cơ hội sinh lời cao nhất, các sản phẩm tài chính mới cung cấp cho doanh nghiệp và nhà đầu tư nhiều công cụ hơn để phòng ngừa và quản lý rủi ro.

## Đại cương
Tài chính hoá nền kinh tế sự gia tăng mạnh mẽ về quy mô và tầm ảnh hưởng của các thị trường tài chính, chủ thể tài chính và các động cơ tài chính lên nền kinh tế và xã hội, đây là quá trình mà trong đó, việc tạo ra lợi nhuận thông qua các kênh tài chính ngày càng trở nên chiếm ưu thế so với các hoạt động sản xuất, kinh doanh hàng hóa và dịch vụ truyền thống, khi tiền tệ lấn át kinh tế thực. Quá trình này được đánh dấu bằng sự thay đổi sâu sắc trong cấu trúc và hoạt động của nền kinh tế, nơi các định chế tài chính, thị trường tài chính, mối liên kết tài chính và các công cụ tài chính phức tạp đóng vai trò ngày càng trung tâm. Ngày nay, tài chính hóa là một xu hướng phức tạp và đa diện, đang định hình lại nền kinh tế toàn cầu. Tác giả Thomas Marois khi xem xét các thị trường mới nổi lớn, định nghĩa "chủ nghĩa tư bản tài chính mới nổi" là giai đoạn tích lũy hiện tại, được đặc trưng bởi "sự hợp nhất lợi ích của vốn tài chính trong và ngoài nước trong bộ máy nhà nước với tư cách là các ưu tiên được thể chế hóa và logic xã hội bao trùm hướng dẫn hành động của các nhà quản lý nhà nước và giới tinh hoa chính phủ, thường gây bất lợi cho người lao động". Theo tác giả Gerald A. Epstein thì "tài chính hóa đề cập đến tầm quan trọng ngày càng tăng của thị trường tài chính, động cơ tài chính, các tổ chức tài chính và giới tinh hoa tài chính trong hoạt động của nền kinh tế và các tổ chức quản lý của nó, cả ở cấp độ quốc gia và quốc tế". 
Nhà kinh tế học Marx là Elliot Goodell Ugalde định nghĩa "tài chính hóa" là việc tạo ra vốn hư cấu thông qua sự khác biệt ngày càng tăng giữa giá trị trao đổi và giá thị trường thực của tài sản, đặc biệt là nhà ở. Quá trình này làm tăng giá trị tài sản vượt quá cơ sở của chúng trong lao động xã hội cần thiết, biến chúng thành công cụ đầu cơ hơn là hàng hóa đáp ứng các nhu cầu thiết yếu. Kết quả là sự bóp méo khi giá thị trường bị chi phối bởi hành vi tìm kiếm lợi nhuận hơn là tiện ích thực tế hoặc khả năng tiếp cận tài sản, làm trầm trọng thêm bất bình đẳng và làm suy yếu sự ổn định của hệ thống kinh tế rộng lớn hơn. Từ đó tài chính hoá nền kinh tế cũng mang lại những hệ luỵ tiềm tàng, quá trình này sẽ làm gia tăng và đẩy nhanh tình trạng bất bình đẳng thu nhập khi lợi ích từ các hoạt động tài chính thường tập trung vào một nhóm nhỏ những người có tài sản và nắm giữ vốn, thường được gọi là giới tinh hoa tài chính, trong khi tiền lương của người lao động trong các ngành sản xuất có thể bị đình trệ, từ đó làm gia tăng khoảng cách giàu nghèo trong xã hội. Quá trình này cũng góp phần làm suy giảm đầu tư vào kinh tế thực: Khi các doanh nghiệp quá tập trung vào việc tạo ra lợi nhuận tài chính ngắn hạn, họ có thể xao nhãng việc đầu tư vào các hoạt động sản xuất dài hạn, vốn là nền tảng cho sự tăng trưởng bền vững và tạo việc làm, cũng như không chú trọng đến giá trị thực, việc nghiên cứu, đổi mới sản xuất. Tài chính hoá nền kinh tế cũng đưa lại rủi ro tiềm tàng trong việc gia tăng bất ổn kinh tế vĩ mô, khi sự phức tạp và liên kết đan xen chằng chịt của hệ thống tài chính toàn cầu có thể dẫn đến nguy cơ khủng hoảng tài chính mang tính hệ thống như trong cuộc khủng hoảng tài chính toàn cầu năm 2008. Từ quá trình này, bong bóng tài sản (điển hình là bong bóng bất động sản, bong bóng chứng khoán) được hình thành và đổ vỡ có thể gây ra những hậu quả kinh tế-xã hội nghiêm trọng và sâu sắc.